# Kirsten Emmelmann
Kirsten Emmelmann (Warnemünde, 19 april 1961) is een voormalige atlete uit Duitsland.

## Loopbaan
In 1982 liep Emmelmann met het Oost-Duitse estafetteteam naar een Europese titel op de 4 × 400 m estafette. Die titel prolongeerde zij in 1986.
In 1987 werd Emmelmann met de Oost-Duitse 4 × 400 m estafetteploeg wereldkampioene. Individueel won zij op de 400 m de bronzen medaille.
Op de Olympische Spelen in 1988 liep Emmelmann de 4 × 400 m estafette met het Oost-Duitse team, waarmee ze de bronzen medaille behaalde.

## Titels
- Wereldkampioene 4 × 400 m - 1987
- Europees kampioene 4 × 400 m - 1982, 1986
- Europees indoorkampioene 200 m - 1987
- Oost-Duits kampioene 400 m - 1985
- Oost-Duits indoorkampioene 200 m - 1985, 1987
- Europees kampioene U20 4 × 100 m - 1979

## Persoonlijke records
Outdoor
| Onderdeel | Prestatie          | Datum            | Plaats  |
| --------- | ------------------ | ---------------- | ------- |
| 100 m     | 11,23 s (+1,0 m/s) | 1 juli 1982      | Dresden |
| 200 m     | 22,50 s (0,0 m/s)  | 9 augustus 1981  | Jena    |
| 400 m     | 50,07 s            | 23 augustus 1985 | Berlijn |

Indoor
| Onderdeel | Prestatie | Datum            | Plaats    |
| --------- | --------- | ---------------- | --------- |
| 200 m     | 23,04 s   | 1 februari 1986  | Liévin    |
| 400 m     | 51,62 s   | 27 februari 1983 | Boedapest |

## Palmares

### 100 m
- 1979: EK U20 te Bydgoszcz - 11,57 s

### 200 m
- 1985:  Oost-Duitse indoorkamp. - 23,08 s
- 1985:  EK indoor te Piraeus - 23,06 s
- 1986:  EK indoor te Madrid - 23,28 s
- 1987:  Oost-Duitse indoorkamp. - 23,04 s
- 1987:  EK indoor te Liévin - 23,10 s

### 400 m
- 1983:  EK indoor te Boedapest - 51,70 s
- 1985:  Oost-Duitse kamp. - 50,22 s

- 1986: 4e EK te Stuttgart - 50,43 s
- 1987:  WK - 50,20 s

### 4 × 100 m
- 1979:  EK U20 - 43,95 s
- 1981:  Wereldbeker te Rome - 42,22 s

### 4 × 400 m
- 1982:  EK te Athene - 3.19,04
- 1985:  Wereldbeker te Canberra - 3.19,49
- 1986:  EK - 3.16,87
- 1987:  WK - 3.18,63
- 1988:  OS - 3.18,29

1983: Walther, Busch, Koch, Rübsam ·
1987: Neubauer, Emmelmann, Schersing, Busch ·
1991: Ledovskaja, Dzjigalova, Nazarova, Bryzgina ·
1993: Torrence, Malone-Wallace, Kaiser-Brown, Miles-Clark ·
1995: Graham, Stevens, Jones, Miles-Clark ·
1997: Feller, Rohländer, Rücker, Breuer ·
1999: Tsjebykina, Gontsjarenko, Kotljarova, Nazarova ·
2001: Richards, Scott, Parris, Fenton ·
2003: Barber, Washington, Richards, Miles-Clark ·
2005: Petsjonkina, Krasnomovets, Antjoech, Pospelova ·
2007: Trotter, Felix, Wineberg, Richards ·
2009: Dunn, Felix, Demus, Richards ·
2011: Richards-Ross, Felix, Beard, McCorory ·
2013: Goesjtsjina, Firova, Ryzjova, Krivosjapka ·
2015: Day, Jackson, McPherson, Williams-Mills ·
2017: Hayes, Felix, Wimbley, Francis ·
2019: Francis, McLaughlin, Muhammad, Jonathas ·
2022: Diggs, Steiner, Wilson, McLaughlin ·
2023: Saalberg, Klaver, Peeters, Bol
- World Athletics: 14345416